# オットー・フォン・ギールケ
オットー・フォン・ギールケ（ドイツ語: Otto von Gierke、1841年1月11日 - 1921年10月10日）は、ドイツの法学者。

## 人物
19世紀にドイツに発生した歴史主義に基づく歴史法学派のうちゲルマニステンに属し、「ゲルマニスト最後の巨匠」と呼ばれた。彼は、法を言語と同じ様に民族共通の確信である「民族精神」（Volks geist）の発露として捉え、民族の歴史とともに自ずから発展するものであるとして、法とその民族の道徳を一致するものととらえ、同じ歴史法学派のロマニステンを空虚な個人の概念を基礎とする法実証主義として厳しく批判した。人格権（Personenrecht）の概念の提唱者でもある。

## 略歴
プロイセン王国シュテッティン生まれ。ハイデルベルク大学、ベルリン大学で法律学を学び、ゲオルク・ベーゼラーを師に、1860年19歳で学位論文を書き上げて弁護士に、1865年、司法官試補になる。
1870年ハイデルベルク大学助教授、1872年ブレウスラウ大学教授、1887年ベルリン大学教授、1902年ベルリン大学総長となる。1921年10月10日、シャルロッテンブルクで死去。

## 著書
- 『ドイツ団体法論』（Das　deutsche　Genossenschaftsrecht）全4巻（1868, 1873, 1881, 1913年）
- 『ドイツ私法論』（Deutsch Privatrecht）。

## ギールケ文庫
ギールケの蔵書の一部は第一次世界大戦後、東京商科大学によって購入され、その直後の関東大震災の難から逃れたのち、東京商大の後身校である一橋大学の「ギールケ文庫」として継承されている。

## 関連文献
- 川角由和『オットー・フォン・ギールケの法思想と「私法の社会化」 : ひとつの批判的「覚え書き」』